# The Tale of a Lonesome Dog
The Tale of a Lonesome Dog è un cortometraggio muto del 1914 scritto e diretto da Leslie T. Peacocke. Prodotto dalla Victor Film Company, aveva come interpreti Lady Gatchell, Charles Hutchison, Irene Wallace, Katherine Lee, Alice May, W.J. Bauman, Charles Horan, Walter Miller.

## Trama
Lady, la cagnetta di casa viene lasciata sola quando la famiglia va a fare una passeggiata a cavallo. Lady, però, si accorge che il suo padrone non ha chiuso bene la porta d'entrata e si accinge a fare la guardia. E a ragione, perché un ladro, socio dell'autista infedele, è riuscito a penetrare in casa per fare piazza pulita. Lady, però, mette in allarme tutto il quartiere, tanto da far arrivare la polizia. Il ladro in fuga viene catturato mentre sta scendendo dalla finestra. La famiglia, al suo ritorno a casa, scopre il coraggio di Lady e, pensando che la poverina era rimasta sola in casa, per ricompensa, le procurano come compagno un bel collie.

## Produzione
Il film fu prodotto dalla Victor Film Company.

## Distribuzione
Distribuito dall'Universal Film Manufacturing Company, il film - un cortometraggio in una bobina - uscì nelle sale cinematografiche USA il 6 novembre 1914.